# Volvi
Volvi (griego: Βόλβη) es un municipio de la República Helénica perteneciente a la unidad periférica de Tesalónica de la periferia de Macedonia Central. Su capital es la villa de Stavros.
El municipio se formó en 2011 mediante la fusión de los antiguos municipios de Agios Georgios, Apollonia, Arethousa, Egnatia, Madytos y Rentina, que pasaron a ser unidades municipales. El municipio tiene un área de 783,01 km².
En 2011 el municipio tiene 23 478 habitantes.
Es el municipio más oriental de la unidad periférica y se ubica en torno al lago Volvi, teniendo salida al mar a través del golfo Estrimónico. La carretera 2, que une Tesalónica con Estambul, recorre el municipio de oeste a este.